# (1530) Rantaseppä
(1530) Rantaseppä es un asteroide que forma parte del cinturón de asteroides y fue descubierto por Yrjö Väisälä el 16 de septiembre de 1938 desde el observatorio de Iso-Heikkilä, Finlandia.

## Designación y nombre
Rantaseppä recibió al principio la designación de 1938 SG.
Más adelante se nombró en honor de la astrónoma finesa Hilkka Rantaseppä-Helenius (1925-1975).

## Características orbitales
Rantaseppä está situado a una distancia media de 2,248 ua del Sol, pudiendo acercarse hasta 1,8 ua. Tiene una inclinación orbital de 4,419° y una excentricidad de 0,1995. Emplea 1231 días en completar una órbita alrededor del Sol.